# All Eternity
All Eternity es el primer álbum en estudio de la banda de metal gótico To/Die/For lanzado en 1999

## Canciones
|    | Nombres                  | Escritas por                                                   | Notas                                       | Duración |
| -- | ------------------------ | -------------------------------------------------------------- | ------------------------------------------- | -------- |
| 1  | Farewell                 |                                                                |                                             | 03:50    |
| 2  | Live in You              |                                                                |                                             | 04:05    |
| 3  | In the Heat of the Night | Michael Cretu, Hubert Kemmler, Klaus Hirschburger, Markus Löhr | Sandra cover, Bonus track para Japón        | 04:41    |
| 4  | Our Candle Melts Away    |                                                                |                                             | 04:57    |
| 5  | Dripping Down Red        |                                                                |                                             | 03:16    |
| 6  | Sea of Sin               |                                                                |                                             | 04:36    |
| 7  | Loveless                 |                                                                |                                             | 02:55    |
| 8  | One More Time            |                                                                |                                             | 05:55    |
| 9  | Mary-Ann (R.I.P.)        |                                                                | Mary-Ann fue el nombre de la banda en 1999. | 04:34    |
| 10 | Together Complete        |                                                                |                                             | 04:34    |
| 11 | Rimed With Frost         |                                                                |                                             | 04:56    |
| 12 | Lacrimarum               |                                                                |                                             | 05:16    |
| 13 | It's a Sin               | Neil Tennant, Chris Lowe                                       | Pet Shop Boys cover, Bonus track para Japón | 03:44    |

- Datos: Q4348952